# 文德霍爾滕山
72°12′S 1°20′E / 72.200°S 1.333°E
文德霍爾滕山是南極洲的山峰，位於東部南極洲的毛德皇后地，屬於斯維爾德魯普山脈的一部分，海拔高度2,230米，該山峰由德國探險隊發現，由挪威的製圖師根據測量和空中照片繪入地圖。